# Municipio de Al Shamal
Al Shamal (en árabe: الشمال) es uno de los ocho municipios que forman el Estado de Catar. Su capital y ciudad más poblada es Madinat ash Shamal.
Posee un área de 902 km² y una población de 7.975 habitantes (2010), con una densidad de 8.8/km². Su capital es la ciudad de Madinat ash-Shamal conocida también como Ar Ru'ays, y está considerado como una de las principales ciudades de Catar, el nombre significa "ciudad del norte" -. Aunque la población es de poco más de 5.000. Ash Shamal será sede de la propuesta del Estadio Al-Shamal con capacidad para 45.330 personas, uno de los 12 lugares utilizados en la Copa Mundial de Fútbol de 2022.
Madinat ash Shamal incluye Ras Rakan, el punto de la península de Catar más septentrional. Limita con los siguientes municipios:
- Al Khor Municipio - sureste
- Al Ghuwariyah - sur

El municipio está dividido en tres zonas.
Los únicos pueblos son (con las cifras de población, a partir del censo 2004-03-01):
- Madīnat ceniza-Shamal (Ar-Ruways), 5267
- Fuwayriṭ (Al-Jassasiyah), 1306
- az-Zubarah, 826
- Mirinda, 257
- Otros no mencionados